# Jablunkov
Jablunkov är en stad i Tjeckien.   Den ligger i distriktet Okres Frýdek-Místek och regionen Mähren-Schlesien, i den östra delen av landet, 300 km öster om huvudstaden Prag. Jablunkov ligger 387 meter över havet och antalet invånare är 5 782.
Terrängen runt Jablunkov är huvudsakligen kuperad, men den allra närmaste omgivningen är platt. Jablunkov ligger nere i en dal.Runt Jablunkov är det ganska tätbefolkat, med 124 invånare per kvadratkilometer. Närmaste större samhälle är Třinec, 13,1 km nordväst om Jablunkov. I omgivningarna runt Jablunkov växer i huvudsak blandskog.